# Alexandru, Prinț de Orania
Willem Alexander Charles Henry Frederick, Prinț de Orania (neerlandeză Willem Alexander Karel Hendrik Frederik, Prins van Oranje, Prins der Nederlanden, Prins van Oranje-Nassau), (25 august 1851 – 21 iunie 1884), a fost moștenitor aparent al tatălui său, regele Willem al III-lea al Țărilor de Jos, din 11 iunie 1879 până la moartea sa.

## Biografie
Prințul Alexandru al Țărilor de Jos s-a născut la Haga la 25 august 1851. A fost al treilea copil al regelui Willem al III-lea și a reginei Sofia. Spre deosebire de fratele său Wilhelm, prințul moștenitor, el a fost disciplinat, intelectual și cultivat. După decesul fratelui său Wilhelm la 11 iunie 1879, el a devenit moștenitor aparent al tronului din Țările de Jos și Prinț de Orania.
Alexandru a deținut poziția de moștenitor până la propria moarte, la vârsta de 32 de ani, la 21 iunie 1884, de tifos. Deși nu s-a căsătorit niciodată, au avut loc negocieri pentru o căsătorie cu Infanta Maria Ana a Portugaliei, fiica fostului rege Miguel I al Portugaliei. A fost înmormântat la 17 iulie 1884 la noua criptă regală, Nieuwe Kerk, din Delft.
După decesul lui, sora lui vitregă, viitoare regină Wilhelmina, a devenit moștenitoare prezumptivă a tronului. Decesul lui Alexandru a însemnat că Marele Ducat de Luxemburg a devenit independent la moartea lui Willem al III-lea, deoarece Wilhelmina nu putea moșteni titlul.
Pentru o perioadă de 116 de ani, de la nașterea lui Alexandru (1851) la nașterea lui Willem Alexander, actualul moștenitor al tronului olandez (1967), nici un moștenitor de sex masculin nu s-a născut în Casa de Orania.